# Die Blömcher

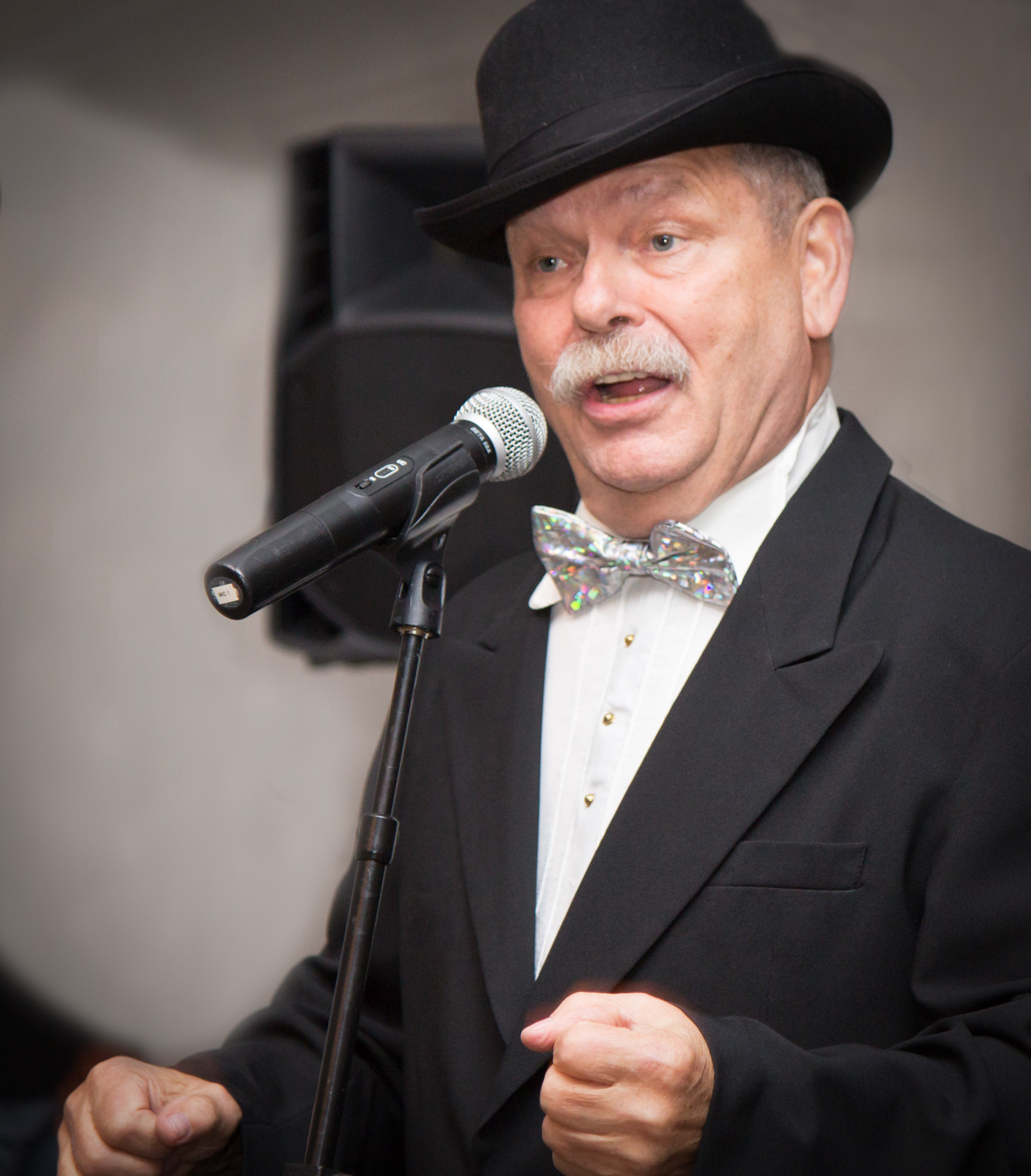
Hannes Blum 2017

Die Blömcher, ehemals Blom un Blömcher sind eine Musikgruppe, die aus dem Kölner Karneval bekannt ist.

## Bandgeschichte
Blom un Blömcher wurde ursprünglich als Duett unter dem Namen Blom un Blömche von den Brüdern Jürgen und Hannes Blum im Jahre 1970 gegründet. Der erste Auftritt war beim Vorstellabend des Stammtisches Kölner Karnevalisten. Als Jürgen Blum 1978 aus beruflichen Gründen das Duett verlassen musste, versuchte Hannes, Blom un Blömcher am Leben zu erhalten. Dabei unterstützte ihn Wolfgang Vaupel und der damals 15-jährige Walter Trebst. Im Zuge der Neugestaltung des Konzepts und die Aufnahme von zwei neuen Mitgliedern wurde der Name zu Blom un Blömcher geändert.
Im Oktober 1979 hatte die neue Gruppe ihren ersten Auftritt. Seit 1980 wirkt die Gruppe an der Lachenden Sporthalle und der jetzigen Lachende Kölnarena mit. 1986 gewann die Gruppe den Oskar in Bronze des Kölner Express.
1998 übernahm Hannes Sohn "Oly" Blum die Rolle des Gitarristen und ist seitdem mit seinem Vater unterwegs. Einen weiteren Wechsel gab es 2011, als der bisherige Keyboarder durch Bernd Kreuz ersetzt wurde. Den letzten Zuwachs bekam Blom un Blömcher 2015 mit Christoph Freier, welcher am Schlagzeug sitzt.
Die Band ist seit Jahrzehnten im Kölner Karneval bekannt und tritt auch im Umland auf. Das bekannteste Lied der Gruppe ist Ov de Hohn bes oder Hahn (Ganz egal), welches auf diversen CDs veröffentlicht wurde. Der Schlager wurde seit einem Hit von Höhner 1974 auch mit Scheiß ejal, ob do Hohn bess oder Hahn getextet und wurde unter anderem Opfer einer noch deutlich derberen Version von Die 3 Besoffskis.
Anfang 2016 benannte sich die Gruppe in Die Blömcher um.

## Diskografie
- 1996 	Blom un Bloemcher, Papagayo vertrieben von EMI Electrola
- 2006 	Janz Janz Vill Vun Dir 	Nessie
- 2006 	E Stoeck Vun Koelle